# Řiště
Řiště je malá vesnice, část obce Předmíř v okrese Strakonice v Jihočeském kraji. Nachází se asi 1,5 kilometru jihovýchodně od Předmíře. Je zde evidováno 14 adres. V roce 2011 zde trvale žilo 44 obyvatel. Severozápadně od vesnice se nachází přírodní památka Pastvina u Zahorčic.
Řiště je také název katastrálního území o rozloze 2,22 km².

## Historie
První písemná zmínka o vesnici pochází z roku 1318.

## Obyvatelstvo
| Rok            | 1869 | 1880 | 1890 | 1900 | 1910 | 1921 | 1930 | 1950 | 1961 | 1970 | 1980 | 1991 | 2001 | 2011 | 2021 |
| -------------- | ---- | ---- | ---- | ---- | ---- | ---- | ---- | ---- | ---- | ---- | ---- | ---- | ---- | ---- | ---- |
| Počet obyvatel | 104  | 85   | 86   | 97   | 91   | 89   | 82   | 69   | 71   | 63   | 45   | 35   | 26   | 44   | 29   |
| Počet domů     | 14   | 14   | 14   | 14   | 14   | 14   | 15   | 16   | 12   | 13   | 12   | 12   | 12   | 12   | 13   |

## Obecní správa
Při sčítání lidu v letech 1850–1879 Řiště bylo osadou obce Tchořovice v okrese Blatná. V letech 1880–1971 bylo samostatnou obcí, se kterým patřilo nejprve do okresu Blatná, ale od roku 1960 v okrese Strakonice. Od 26. listopadu 1971 je částí obce Předmíř v okrese Strakonice, kdy se konaly obecní volby.